# 존 허바드

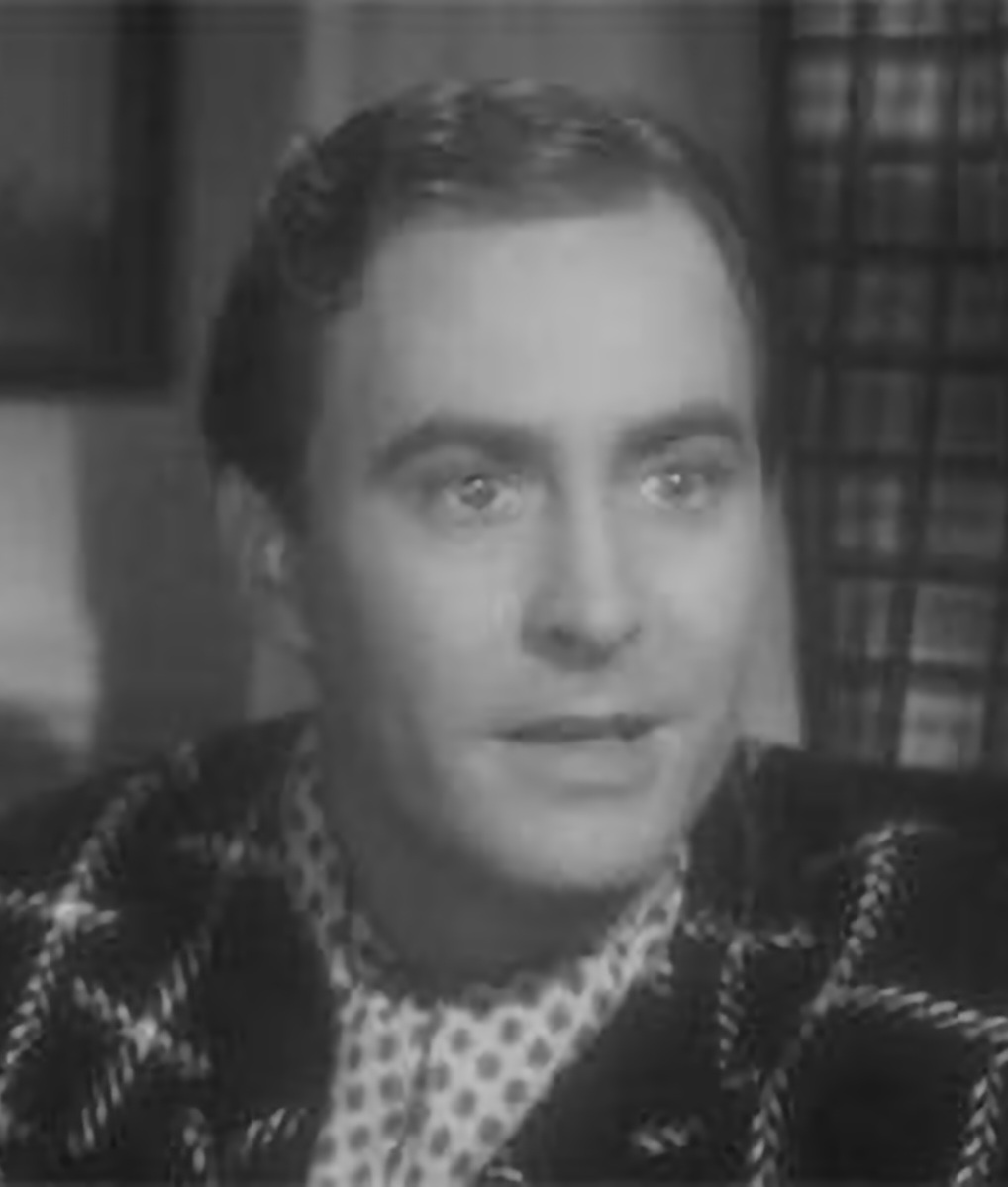

존 허버드(John Hubbard, 영어 발음: /ˈhʌbə(r)d/, 1914년 4월 14일 ~ 1988년 11월 6일)는 미국의 배우이다. 캐머릴로에서 사망하였다.

## 경력
MGM은 허버드의 활동명을 앤서니 앨런(Anthony Allen)으로 변경하고 그를 1년 동안 평범한 장편 영화와 단편 주제에 캐스팅했다.
1939년에 핼 로치는 "스타" 잠재력을 지닌 5명의 유망한 젊은 배우 중 한 명으로 존 허버드와 계약했다(나머지 4명은 론 체이니 주니어, 빅터 머투어, 캐럴 랜디스, 윌리엄 벤딕스였다). 로치는 허버드에서 무언가를 보았다. 그의 잘생긴 외모는 낭만적인 역할에 적합하고 대화 기술을 통해 희극 코미디를 연기할 수 있었다. 그는 The Housekeeper's Daughter(1939)와 Turnabout(1940)에 출연했지만 로치가 짧은 단편 영화를 만들기 위해 장편 영화를 그만두자 허버드는 다른 곳에서 역할을 찾았다.
제2차 세계 대전 동안 허버드는 여러 스튜디오에서 "임대 남성 주연 배우"로 바쁘게 참여하여 군대에 합류한 기존 남성 스타들을 대신했다. 그의 경력을 이끌어줄 단일 소속사를 갖지 못했기 때문에 허버드는 주요 제작에서 중요한 역할을 맡지 못했고 저예산으로 제작된 로맨스, 미스터리 및 뮤지컬 코미디에서 역할을 맡았다. 허버드는 1944년에 군에 입대했고, 1947년에 소규모 독립 스튜디오에서 영화 경력을 다시 시작했다.